# Kristýna Kolocová
Kristýna Kolocová (ur. 1 kwietnia 1988 w Nymburku) – czeska siatkarka plażowa, uczestniczka Letnich Igrzysk Olimpijskich w 2012.

## Kariera
Kolocová uczyła się w gimnazjum sportowym Přípotoční w Pradze i grała w siatkówkę dla drużyny PVK Olymp Praga. W 2005 zaczęła amatorsko grać w siatkówkę plażową, a od 2008 roku w pełni profesjonalnie. W 2011 roku została mistrzynią Czech w siatkówce plażowej.
W 2012 roku Reprezentowała Czechy na Letnich Igrzyskach Olimpijskich w Londynie w parze z Markétą Slukovą. Po zwycięstwach nad reprezentantkami Austrii i Australii oraz porażce z Amerykankami wyszły z grupy. W 1/8 finału pokonały szwajcarską parę Simone Kuhn–Nadine Zumkehr. Zakończyły rywalizację w ćwierćfinale po porażce z amerykankami Jennifer Kessy i April Ross.
Od 2015 roku gra w parze z Haną Skalníkovą. Obecnie studiuje zarządzanie sportowe na Wydziale Wychowania Fizycznego i Sportu na Uniwersytecie Karola w Pradze.